# 재입북자
재입북자(再入北者)는 탈북 성공 후에 다시 북한으로 돌아가는 행동을 하는 사람을 호칭한다. 재입북하는 사유는 자의로 가는 경우와 북한의 협박에 의해서이다.

## 현황
2006년에 북한을 탈출하여 대한민국에 정착했다가 다시 월북한 박인숙(朴仁淑)은 북한에서 기자회견을 열고 탈북자들의 삶에 대해서 남한사회의 모습을 강력하게 비판하였다.
하지만 이애란(李愛蘭) 박사는 박인숙이 북한의 협박에 의해 월북했다고 주장했다. 박인숙의 아버지는 한국전쟁 때 월남해서 살고있었기 때문에 수감을 당하고 고초를 겪다가 탈북 후에 홀로 남겨진 외아들이 교원에서 떨어지고 탄광으로 추방당한 뒤에 아들을 살리려면 월북하라는 보위부의 연락을 받았다는 내용을 박인숙의 친척 및 지인을 통해서 증언하였다.

## 동기
북한을 떠나 한국에서 정착하는 탈북자들 중에는 가족과의 이별로 심리적 불안감을 느끼며 살고 있는 사람들이 많다. 따라서 재입북자 중 몇몇 사람들은 한국사회에서 겪는 외로움과 북의 가족들에 대한 그리움에 견디지 못해 재입북을 결심하는 경우들이 있다. 이 밖에도 최근 한 여성을 성폭행 한 후 처벌이 두려워  재입북을 한 탈북자도 있다. 이 사건이 놀라운 이유는 남측과 북측 모두 오랜기간동안 이 사람의 재입북 사실을 몰랐다는 것이다. 이 사건이 밝혀진 후 남과 북 모두 관련 된 구역의 군인들에게 처벌이 내려진 것으로 확인된다.

## 인식
재입북자들을 향한 한국사회 전반의 인식은 매우 부정적인 편이다. 그 이유는 재입북을 한 몇몇 탈북자들이 북측에서 인터뷰를 통해 자신의 탈북이유에 대해 한국 브로커의 강압적인 요구에 의함이라고 하거나 한국사회를 매우 개인주의적 사회이며 누군가가 고독사를 하면 이웃도 그 사실을 알아차리지 못해 10넘게 시체가 부패한다는 등 한국사회에 대한 비판적인 견해들만 늘어놓았다. 한국사회에서 탈북자들에 대한 인식 또한 좋은 편이 아니다. 그렇기 때문에 재입북자들에 대한 시선 또한 부정적일 수 밖에 없는 현실이다.

## 자세
탈북자들은 한국정착 이후 한국사회로부터 다양한 혜택을 받고 있지만, 한국의 평균적인 경제수준에 도달하는 탈북자들은 매우 적다고 할 수 있다. 현재 한국에 살고있는 탈북자들은 3만명이 넘지만 그 중에 대다수의 사람들의 경제적인 위치는 매우 낮다. 그 이유는 한국정부로부터 받는 혜택들이 지속적인 것이 아니므로 정착후 보통 6개월 이후부터는 스스로의 힘으로 살아가야 하기 때문이다. TV프로그램이나 1인 유튜브 등을 통한 탈북자들의 삶이 탈북자들 전체의 삶을 대표할 수 없다. 대다수의 탈북자들은 언어는 같지만 사실 한국사회 정착에 겪는 어려움은 외국인들 보다 더 어려울 수 있다는 것이다. 북한사회는 세계에서 가장 폐쇄적인 사회이며 개인은 인터넷을 사용할 수 없고, 컴퓨터의 대중화가 이루어지지 않은 사회이다. 따라서 인터넷과 컴퓨터를 처음 접하는 탈북자들은 외국인들 보다 한국사회에 적응하는 것이 어려울 수 있다는 것이다. 실제로 취업에서도 탈북자들이 대한민국 국적을 소유하고 있음에도 불구하고 한국에 거주하고 있는 외국인들과 동등한 대우를 받으며 취업에 어려움을 겪고 있다. 이와 같은 탈북자들의 삶은 매우 비극적이다. 왜냐하면 탈북자들은 생명의 위협을 느끼며 간신히 북한을 탈출해 중국에 도착하면, 어떠한 신변의 안전도 보장받지 못한채 중국공안의 시야를 피하여 중국의 넓은 땅을 가로 질러 태국까지의 여정을 마쳐야 한다. 중국과 북한의 국경은 북한 국경경비대와 중국의 변방대가 24시간 감시하고 있고, 만약 잡힌다면 수용소로 갈수밖에 없다. 또한 이 구간을 무사히 통과해도 중국의 넓은 대륙을 가로지르는 동안 신분증 검사를 무사히 마치지 못한다면 공안에 붙잡혀 북송된 후 처벌을 받는다. 결국 중국을 무사히 통과해도 태국의 악어강이라고 불리는 악어가 사는 강에서 빠져 죽는 경우도 있고, 광활한 정글과 사막에서 실종되거나 굶주림에 시달리는 경우들이 있다. 이와 같이 탈북자들이 한국에 도착하기까지 수없이 많이 어려움과 난관들이 있다. 탈북자들은 이 과정을 이겨내면 모든 것이 해결 될것이라고 생각하지만 한국사회에 정착하면 그 꿈이 깨진다. 일단 몇달간 정부로부터 보조금을 받고 살고나면, 곧 자신들의 위치가 한국사회의 바닥이라는 것을 인지하고 절망하게 된다. 만약 여기서 이겨내지 못하고 무너진다면 극단적 선택을 하거나, 정신적으로 타락한 삶을 살 수도 있다. 뿐만 아니라 북의 가족들에 대한 그리움과 아무도 없는 한국사회 속의 외로움 때문에 결국 다시 재입북을 하게 되는 경우도 있다. 그렇기 때문에 만약 누군가가 재입북을 했다면 그것은 험난한 탈북의 여정을 마친 탈북자가 한국사회에 적응하지 못했거나 탈북 이상의 어려운 상황에 그에게 놓여졌다고 생각해야 할 것이다. 또한 북한으로 재입북했던 탈북자들의 인터뷰는 북한정부의 강제적인 요구에 복종 했을 뿐 그 내용 때문에 탈북자들을 비난하는 것은 적절한 대응이 아니다. 목숨을 건 탈북을 하고, 다시 목숨을 걸고 재입북을 한 탈북자가 북한정부의 요구에 불응하여 죽을 이유는 없기 때문일 것이다.

## 같이 보기
- 탈북자
- 납북